# Sophia Bush

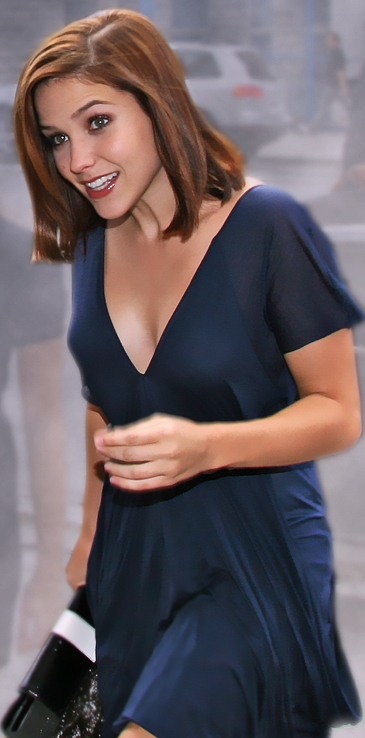
Sophia Bush en el Festival International de Cine de Toronto en 2008

Sophia Anna Bush (Pasadena, California; 8 de julio de 1982) es una actriz, directora y activista estadounidense que ha participado en series como One Tree Hill, Sabrina, Nip/Tuck. Desde enero de 2014 y hasta 2017, estuvo interpretando a la detective Erin Lindsay en la serie policíaca de la NBC Chicago P.D.

## Biografía
Sophia Bush nació en Pasadena, California el 8 de julio de 1982, hija de Charles William Bush, fotógrafo, y Maureen Bush, gerente de un estudio de fotografía. Asistió a la secundaria privada para chicas Westridge School, de cuyo equipo de voleibol fue jugadora.
En Westridge estaba obligada a participar en el programa de artes teatrales: «Parte de las exigencias escolares incluían participar en una obra de teatro. <<Yo estaba muy molesta porque quería jugar a voleibol y tuve que dejarlo para hacer esta obra, pero después de la actuación me di cuenta de que me gustaría hacer esto el resto de mi vida. Fue como amor a primera vista.»
A la edad de 17 años, Sophia fue nombrada Reina en el Desfile de las Rosas. Estudió hasta tercer año de periodismo en la University of Southern California (USC), de cuya hermandad Kappa Kappa Gamma fue miembro y Presidente Social.

## Carrera
Bush hizo su primera gran aparición en la pantalla en 2002, en la película National Lampoon's Van Wilder, junto a Ryan Reynolds. Esto le posibilitó aparecer en series de televisión como Nip/Tuck, Sabrina, la bruja adolescente, MythBusters y PUNK'D. En 2003, fue elegida para interpretar a Kate Brewster en la película Terminator 3: La rebelión de las máquinas, pero fue reemplazada a la semana de rodaje por Claire Danes: Jonathan Mostow, el director de la película, dijo que la había reemplazado porque pensaba que era demasiado joven para el papel, aunque alabó su talento como actriz.
Continuó actuando en series y películas en las que no tuvo protagonismo y, finalmente, en el año 2003 consiguió el papel que le dio gran estelaridad en la serie de la cadena CW One Tree Hill, donde interpreta a la adinerada y jefa de las animadoras Brooke Davis.
Después de que Bush ganó fama se convirtió en imagen de marcas de alto perfil. Posó para la portada de revistas importantes como Entertainment Weekly, Maxim, Glamour, InStyle y Zooey Magazine. Bush y sus compañeros de la serie One Tree Hill fueron contratados por MasterCard, Kmart, Chevy Cobalt y Cingular Wireless. Dirigió tres episodios de la serie, incluyendo el penúltimo episodio de la novena temporada y final.
Ha trabajado en The Hitcher, película que protagoniza junto a Sean Bean, y en Stay Alive junto al famoso actor y protagonista de Malcolm, Frankie Muñiz. También participó en Learning Curves interpretando a Beth, una joven vegetariana, junto a su amiga Brittany Snow (Kate en la película). Sus últimos trabajos son The Narrows, Table for Three y Chalet Girl.

## Vida personal
Estuvo en una relación con su compañero de reparto en One Tree Hill, Chad Michael Murray desde 2002 y duraron varios años hasta casarse en 2005 y divorciarse en 2006. Posteriormente salió durante un período de tiempo con James Lafferty, también compañero de esa serie.
En abril del 2012 termina su relación de tres años con su también compañero de reparto en One Tree Hill, Austin Nichols, quien hace de su pareja en la ficción hasta el final de la serie. También estuvo saliendo desde 2014 hasta 2015 con Jesse Lee Soffer, compañero de Chicago P.D..
En agosto de 2021 anunció su compromiso con Grant Hughes, casándose menos de un año después de su compromiso en Tulsa, Oklahoma. En agosto de 2023 se confirmó su divorcio después de 13 meses de matrimonio.
En abril de 2024, Bush confirmó su relación con la exfutbolista Ashlyn Harris declarándose queer en un artículo que escribió para Glamour.

## Compromiso social
Desde hace algunos años ha aprovechado su fama para concienciar sobre temas de carácter social como la discriminación de las personas homosexuales, la causa del medio ambiente en general, la conservación de energía, el reciclado y, recientemente, una recogida de fondos destinados a ayudar a las personas que viven en la zona del golfo de México afectada por el desastre ambiental de la plataforma petrolera Deepwater Horizon, que ocurrió el 20 de abril de 2010. Fue personalmente a Luisiana y comentó en varias entrevistas el horror que encontró visitando esos lugares. La recogida de fondos está en marcha en Internet a través de la página web de "crowdsourcing" Crowdrise.com. Para apoyar la recogida de fondos, la actriz dijo que tiene intención de correr, el próximo mes de noviembre, media maratón pese a sufrir de asma, tener una rodilla que antiguamente le causó problemas y llevar desde los 13 años sin haber practicado esa actividad.

## Filmografía

### Películas
| Año  | Título                        | Personaje              | Otros datos          |
| ---- | ----------------------------- | ---------------------- | -------------------- |
| 2002 | National Lampoon's Van Wilder | Sally                  | Personaje secundario |
| 2003 | Learning Curves               | Beth                   | Protagonista         |
| 2005 | Supercross                    | Zoe Lang               | Protagonista         |
| 2006 | Stay Alive                    | October Bantum         | Protagonista         |
| 2006 | John Tucker Must Die          | Beth McIntyre          | Protagonista         |
| 2007 | The Hitcher                   | Grace Andrews          | Protagonista         |
| 2008 | The Narrows                   | Kathy Popovich         | Protagonista         |
| 2008 | Table for Three               | Mary Kincaid           | Protagonista         |
| 2011 | Chalet Girl                   | Chloe                  | Personaje secundario |
| 2017 | Marshall                      | Jennifer               | Personaje secundario |
| 2018 | Actos de violencia            | Detective Brooke Baker | Protagonista         |
| 2018 | Los Increíbles 2              | Karen/Voyd             | Voz                  |
| 2018 | A Girl Named C'               | N/A                    | También productora   |
| 2019 | Hard Luck Love Song           | Carla                  | Protagonista         |
| 2020 | False Positive                | Corgan                 |                      |
| 2024 | Junction                      | Allison                |                      |

### Series de televisión
| Año          | Título                            | Personaje                        | Otros datos                                |
| ------------ | --------------------------------- | -------------------------------- | ------------------------------------------ |
| 2002         | Points of Origin                  | Carrie Orr                       | Película de HBO                            |
| 2003         | The Flannerys                     | Kate Flannery                    | Piloto de ABC no vendido                   |
| 2003         | Sabrina, the Teenage Witch        | Fate Mackenzie                   | Episodio "Romance Looming"                 |
| 2003         | Nip/Tuck                          | Ridley Lange                     | 3 episodios                                |
| 2003-2012    | One Tree Hill                     | Brooke Davis                     | Protagonista                               |
| 2005         | Punk'd                            | Ella misma                       |                                            |
| 2009/2011    | Phineas y Ferb                    | Sara                             | Voz, 3 episodios                           |
| 2010         | Southern Discomfort               | Haley Dobson                     | Piloto no vendido                          |
| 2012-2013    | Partners                          | Ali Landow                       | Protagonista                               |
| 2013         | Hatfields & McCoys                | Emma McCoy                       | Piloto no vendido                          |
| 2013/2017    | Chicago Fire                      | Erin Lindsay                     | Papel recurrente                           |
| 2014         | MythBusters                       | Ella misma/Princesa Leia         | Episodio: "Star Wars: Revenge Of The Myth" |
| 2014/2016    | Law & Order: Special Victims Unit | Erin Lindsay                     | 4 episodios                                |
| 2014-2017    | Chicago PD                        | Erin Lindsay                     | Protagonista                               |
| 2015         | Pickle & Peanut                   | Voces adicionales                | Episodio: "Greg/Gramma Jail"               |
| 2015/2017    | Chicago Med                       | Erin Lindsay                     | Papel recurrente                           |
| 2017         | Chicago Justice                   | Erin Lindsay                     | Episodio: "Tycoon"                         |
| 2018         | Alex, Inc.                        | Vanessa Stanhope                 | Episodio "The Cop Car"                     |
| 2018         | Live with Ryan and Kelly          | Ella misma                       |                                            |
| 2019         | Jane the Virgin                   | Julie                            | Episodio 12, temporada 5                   |
| 2019         | This is us                        | Lizzy                            | Episodio 10, temporada 4                   |
| 2019         | Easy                              | Alexandra                        | Desde la temporada 3                       |
| 2019         | Glitch Techs                      | Disastro                         | Voz                                        |
| Surveillance | Maddy Yardley                     | Protagonista, también productora |                                            |
| 2020         | Love, Victor                      | Veronica                         |                                            |

### Directora
| Año       | Título        | Otros datos |
| --------- | ------------- | ----------- |
| 2009/2012 | One Tree Hill | 3 episodios |

### Vídeos musicales
| Año  | Título         | Artista     |
| ---- | -------------- | ----------- |
| 2013 | "Carried Away" | Passion Pit |

### Videojuegos
| Año  | Título              | Personaje |
| ---- | ------------------- | --------- |
| 2018 | LEGO Los Increíbles | Voyd      |

## Premios
| Año  | Grupo              | Premio                                      | Resultado | Notas                              |
| ---- | ------------------ | ------------------------------------------- | --------- | ---------------------------------- |
| 2005 | Teen Choice Awards | Choice TV Actress: Drama                    | Nominada  | One Tree Hill                      |
| 2006 | Teen Choice Awards | TV - Choice Actress: Drama/Action Adventure | Nominada  | One Tree Hill                      |
| 2007 | Vail Film Festival | Rising Star Award                           | Ganadora  |                                    |
| 2007 | Teen Choice Awards | Choice Movie Actress: Comedy                | Ganadora  | John Tucker Must Die               |
| 2007 | Teen Choice Awards | Choice Movie Actress: Horror/Thriller       | Ganadora  | The Hitcher                        |
| 2007 | Teen Choice Awards | Choice Movie: Breakout Female               | Ganadora  | The Hitcher / John Tucker Must Die |
| 2008 | Teen Choice Awards | Choice TV Actress: Drama                    | Nominada  | One Tree Hill                      |